# Lâmina delgada

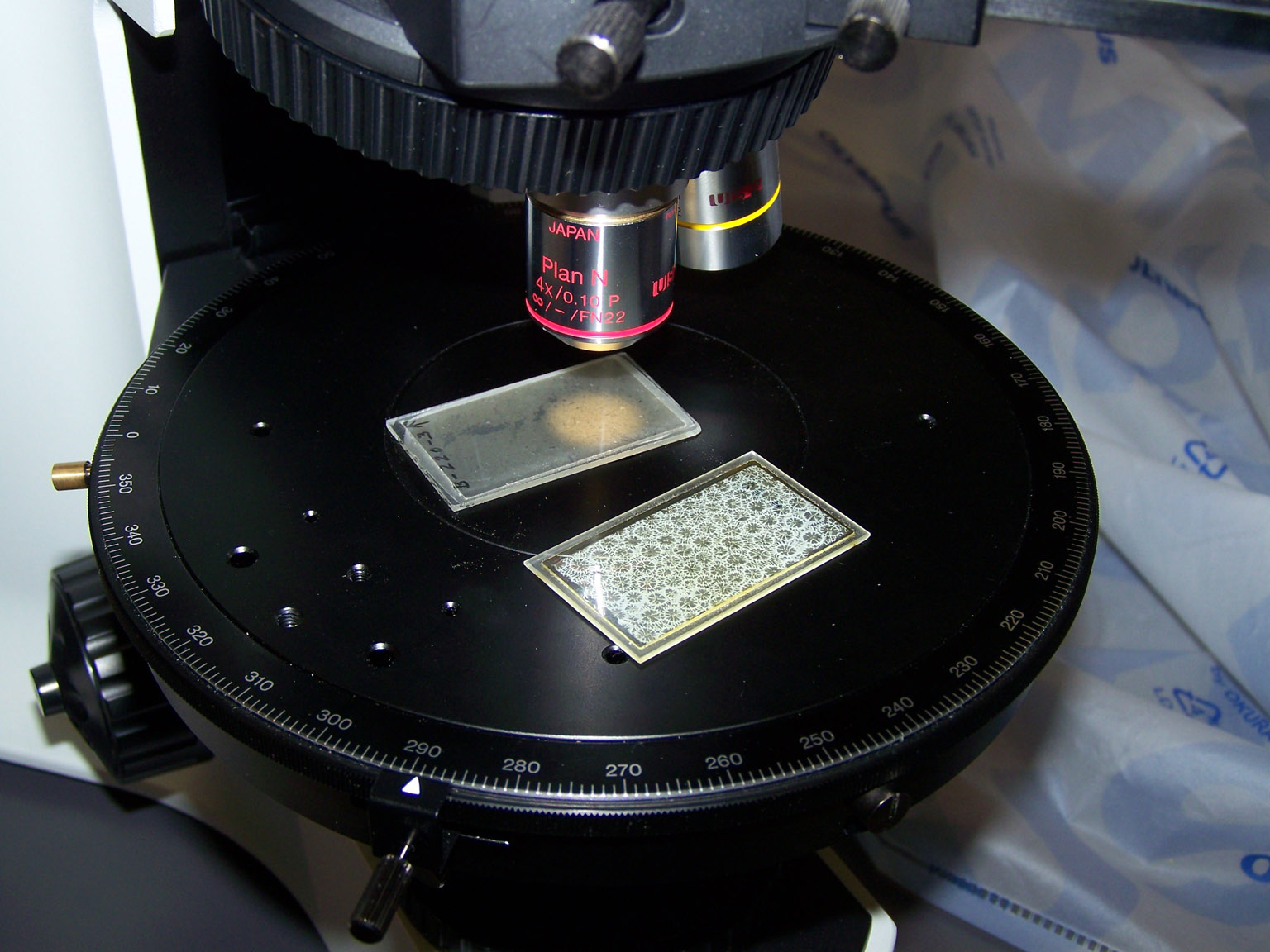
Lâminas delgadas sob o microscópio.

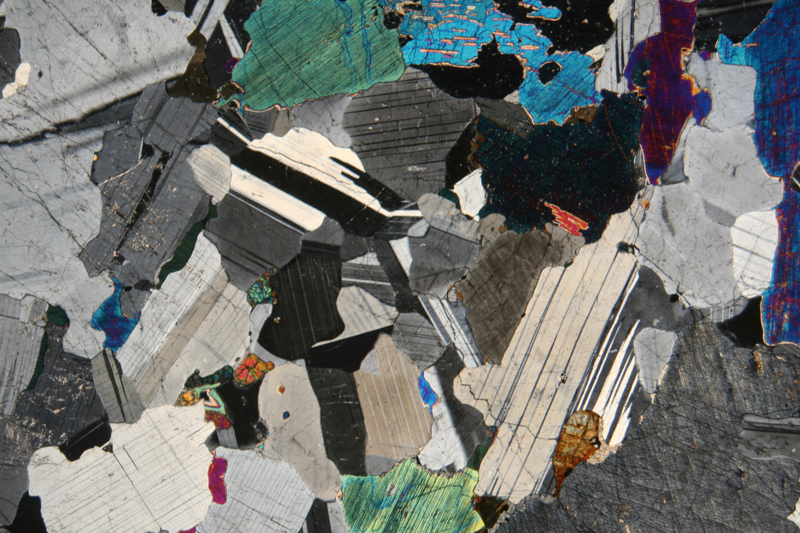
Fotomicrografia de uma lâmina delgada de gabro.

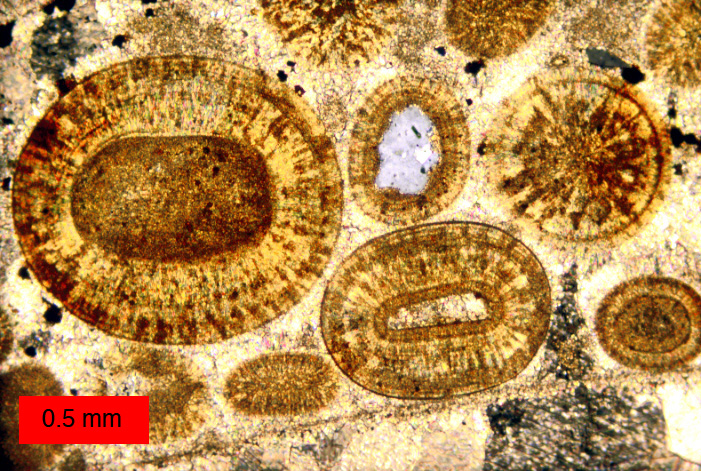
Fotomicrografia de uma lâmina delgada de calcário com oóides. O maior tem cerca de 1,2 mm de diâmetro.

Em mineralogia óptica e petrografia, uma lâmina delgada ou seção delgada, é uma preparação laboratorial de de uma amostra de rocha, mineral ou solo, para observação com microscópio petrográfico. Uma esquírola de rocha é cortada da amostra com uma serra adiamantada ou laser, montada numa lâmina de vidro e polida com pó abrasivo progressivamente mais fino até a espessura da amostra ser apenas 0,03 mm (30 micrómetros).
Quando colocada entre dois filtros polarizantes que fazem noventa graus entre si, as propriedades óptica dos minerais na lâmina delgada alteram a cor e intensidade da luz vista pelo observador. Como minerais diferentes têm propriedades ópticas diferentes, a maioria dos minerais que compõem as rochas podem ser facilmente identificados. A plagioclase, por exemplo, pode ser vista na imagem à direita como um mineral claro com múltiplos planos de macla paralelos. Os minerais azul-esverdeados maiores são clinopiroxena como alguma exsolução de ortopiroxena.
As lâminas delgadas são preparadas com o objectivo de estudar as propriedades ópticas dos minerais de uma rocha. Este trabalho é parte da petrologia e ajuda a revelar a origem e evolução da rocha original.

## Lâminas ultrafinas
Rochas de grão fino, em particular aquelas que contêm minerais com elevada birrefringência, como a calcite, são por vezes preparadas em lâminas ultrafinas. É preparada uma lâmina delgada normal de 30 μm conforme descrito acima, mas a fatia de rocha é fixada à lâmina de vidro usando um cimento solúvel como o bálsamo do Canadá (solúvel em etanol) para permitir que seja trabalhada dos dois lados. A lâmina é então polida em ambos os lados usando uma pasta de diamante fina até ter uma espessura entre 2 e 12 μm. Esta técnica tem sido usada no estudo da micro-estrutura de rochas carbonatadas de grão fino, como o milonito de Lochseitenkalk no qual os grãos da matriz têm tamanho inferior a 5 μm. Este método é também por vezes utilizado na preparação de espécimes de minerais ou rochas para microscopia electrónica de transmissão e permite maior precisão na comparação de características usando microscopia óptica e electrónica.